# 江里口拓
江里口 拓（えりぐち たく，日本の経済学者。西南学院大学経済学部教授。経済思想史専攻。
西南学院大学経済学部教授。ウェッブ夫妻，ホブハウスなどのイギリス福祉国家思想を研究。2002年イギリス・エクセター大学客員研究員，2016年イギリス・オクスフォード大学現代ヨーロッパ史研究所客員研究員。

## 著書
単著
- 『福祉国家の効率と制御：ウェッブ夫妻の経済思想』昭和堂

共編著
- 『経済社会思想の進化とコミュニティ』ミネルヴァ書房
- 『環境としての地域』晃洋書房
- 『福祉国家の経済思想』ナカニシヤ出版
- 『近代イギリスにおける公共圏』昭和堂
- 『創生期の厚生経済学と福祉国家』ミネルヴァ書房